# Maria Ribeiro
Maria do Amaral Ribeiro (Rio de Janeiro, 9 de novembro de 1975) é uma atriz, escritora e diretora de cinema brasileira. Ela já ganhou vários prêmios em sua carreira, incluindo um Grande Otelo, um Prêmio Guarani, um Prêmio Qualidade Brasil e um Kikito do Festival de Gramado.

## Biografia
Nascida numa família abastada, é filha de Marina Raquel Carneiro do Amaral e Silva e de Leonídio Ribeiro Filho (falecido em 2013).

## Carreira
Iniciou sua carreira na TV em 1994, com uma participação na minissérie Memorial de Maria Moura. No ano seguinte, participou da novela História de Amor, de Manoel Carlos. Ficou cinco anos afastada das novelas, fazendo participações, no entanto, emendou em sete peças de teatro: Confissões de Adolescente, Cabaré Filosófico, A Primeira Valsa, O Inimigo do Povo, Cabaré Filosófico 2 e Separações e Capitu. Em 2001, retornou às novelas em A Padroeira. Em 2003, lançou seu primeiro trabalho como diretora no curta-metragem Vinte e Cinco. Em 2004, se muda para RecordTV, onde trabalhou em telenovelas como a reedição de A Escrava Isaura em 2004, interpretando a bela Malvina, e também Luz do Sol, interpretando Zoé. Fez também a jovem Ana Maria no filme Tolerância, dirigido pelo diretor gaúcho Carlos Gerbase. No teatro, ja atuou em muitas peças. Em 2008 retornou aos palcos em Depois do Começo do Mundo vivendo Adalgisa. Em 2011, protagoniza a peça Deus é um DJ.
Em 2014, retornou à Globo, na novela das 21h, Império. No ano seguinte, lança seu primeiro livro titulado Trinte e Oito e Meio reunindo “crônicas, reflexões e desabafos” com textos autobiográficos . Em 2017, juntou-se à atriz Carolina Dieckmann, sua amiga há mais de 20 anos, e ao músico Pretinho da Serrinha para montar o espetáculo Tryo Elétryco - Ensaio sobre alguma coisa que a gente ainda não sabe o que é. Está na série do Netflix, O Mecanismo, que estreou em 2018. Ela tem também um projeto pessoal: "Estou começando a montar um documentário sobre o meu pai, que filmei dez anos antes de ele morrer, quando ele vendeu uma casa que a gente tinha em Angra. Ele era presidente da SulAmérica Seguros, tinha cavalo no Jockey, era cheio de histórias, charmosão. Meu pai foi um filho de intelectuais que ganhou muito poder e grana, e que perdeu absolutamente tudo. Uma aristocracia decadente que dá muito boa dramaturgia."
É colunista da Universa. Em 2023, estreou o programa de entrevisas Maria Vai Com os Outros, que foi renovado em 2024.

## Vida pessoal
Antes de se estabelecer como atriz, cursava jornalismo na Pontifícia Universidade Católica do Rio de Janeiro. Seu primeiro casamento foi com o ator Paulo Betti, com quem viveu de 2001 a 2005, onde tiveram um filho, João, nascido em 2003. No mesmo ano de sua separação, começou a namorar o ator Caio Blat. Em 2007 foram viver juntos. Desta união nasceu seu segundo filho, Bento, em 2010. Em 2015 o casal se separou por alguns meses, mas logo em seguida reataram o relacionamento. Em  2017 o casamento de dez anos dos dois atores chegou ao fim. Em abril de 2018, Maria assumiu o namoro com o ator Fábio Assunção, que chegou ao fim em agosto, reataram em outubro, terminando novamente em novembro. De novembro de 2019 a maio de 2020, namorou o músico Davi Moraes.
A atriz é publicamente feminista. Também é prima do cantor Dinho Ouro Preto.

## Filmografia

### Televisão
| Ano  | Título                     | Personagem / Cargo    | Notas                                |
| ---- | -------------------------- | --------------------- | ------------------------------------ |
| 1994 | Você Decide                | Fabiane               | Episódio: "O despertar da primavera" |
| 1994 | Incidente em Antares       | Gessy                 | Episódio: "2 de dezembro"            |
| 1994 | Quatro por Quatro          | Vilminha              | Participação Especial                |
| 1995 | História de Amor           | Bianca Moretti        |                                      |
| 1996 | Você Decide                | Soraya                | Episódio: "Tempo de Amar"            |
| 1996 | Malhação                   | Denise                | Temporada 2                          |
| 1997 | O Rei do Gado              | Prostituta            | Episódio: "1 de fevereiro"           |
| 1997 | Você Decide                | Renata                | Episódio: "Delicadeza"               |
| 1998 | Malhação                   | Eva Cristhina         | Temporada 4                          |
| 1999 | Mulher                     | Paciente              | Episódio: "Recomeçar"                |
| 2000 | Você Decide                | Mariana               | Episódio: "A Poderosa"               |
| 2000 | Você Decide                | Débora                | Episódio: "O Poderoso"               |
| 2001 | A Padroeira                | Rosa Maria            | Episódios: "18 de junho–20 de julho" |
| 2004 | Metamorphoses              | Drª. Patrícia Ramos   |                                      |
| 2004 | A Escrava Isaura           | Malvina Cunha Almeida |                                      |
| 2005 | Prova de Amor              | Raquel Miranda        |                                      |
| 2007 | Luz do Sol                 | Zoé Bacelar           |                                      |
| 2009 | Poder Paralelo             | Marília de Castro     |                                      |
| 2011 | Oscar Freire 279           | Rita                  |                                      |
| 2012 | Rei Davi                   | Mical                 |                                      |
| 2013 | Copa Hotel                 | Maria Bartolomeu      |                                      |
| 2013 | Saia Justa                 | Apresentadora         | Temporadas 12–15                     |
| 2014 | Império                    | Danielle de Medeiros  |                                      |
| 2018 | O Mecanismo                | Andrea Mariano        | Episódio: "O Último Respiro"         |
| 2020 | Todas as Mulheres do Mundo | Renata                |                                      |
| 2020 | Desalma                    | Giovana Skavronski    |                                      |
| 2021 | Verdades Secretas II       | Ela mesma             | Participação Especial                |
| 2022 | Mulheres Fantásticas       | Narradora             | Episódio: "Simone de Beauvoir"       |

### Cinema
| Ano  | Título                                     | Personagem            | Notas          |
| ---- | ------------------------------------------ | --------------------- | -------------- |
| 1999 | Orfeu                                      | Joana                 |                |
| 2000 | Os Idiotas Mesmo                           | Voz na escuridão      | Curta-metragem |
| 2000 | Tolerância                                 | Ana Maria             |                |
| 2001 | O Xangô de Baker Street                    | Glória                |                |
| 2002 | Separações                                 | Júlia                 |                |
| 2003 | Km 0                                       | Ela                   | Curta-metragem |
| 2003 | Vinte e Cinco                              | Isadora               | Curta-metragem |
| 2005 | Carreiras                                  | Priscila              |                |
| 2007 | Tropa de Elite                             | Rosane                |                |
| 2009 | Ouro Negro - A Saga do Petróleo Brasileiro | Camila Camargo Mattos |                |
| 2010 | Histórias de Amor Duram Apenas 90 Minutos  | Júlia                 |                |
| 2010 | Não Se Pode Viver sem Amor                 | Malu                  |                |
| 2010 | Tropa de Elite 2                           | Rosane                |                |
| 2013 | Entre Nós                                  | Silvana               |                |
| 2016 | Barata Ribeiro, 716                        | Natielle              |                |
| 2017 | Como Nossos Pais                           | Rosa                  |                |
| 2020 | Os 8 Magníficos                            | Ela mesma             |                |

## Como autora/diretora
| Ano  | Título                                                | Função           | Notas                                |
| ---- | ----------------------------------------------------- | ---------------- | ------------------------------------ |
| 2003 | Vinte e Cinco                                         | Diretora; autora | Curta-metragem                       |
| 2011 | Domingos                                              | Diretora; autora | Documentário                         |
| 2015 | Los Hermanos: Esse É Só o Começo do Fim da Nossa Vida | Diretora         |                                      |
| 2019 | Outubro                                               | Diretora; autora | Documentário                         |
| 2020 | Todas as Mulheres do Mundo                            | Autora           | Em parceria com Domingos de Oliveira |

## Teatro
| Ano     | Título                    |
| ------- | ------------------------- |
| 1993    | A Entrevista              |
| 1994    | Cartão de Embarque        |
| 1994    | A Coruja Sofia            |
| 1995    | Confissões de Adolescente |
| 1996    | Cabaré Filosófico         |
| 1996    | A Primeira Valsa          |
| 1997    | O Inimigo do Povo         |
| 1998    | Cabaré Filosófico 2       |
| 1999    | Separações                |
| 2000    | Capitu                    |
| 2001    | Feliz Ano Velho           |
| 2003    | O Mundo é um Moinho       |
| 2006    | Mordendo os Lábios        |
| 2007    | Chorinho                  |
| 2008    | Depois do Começo do Mundo |
| 2011    | Deus é um DJ              |
| 2013–14 | Um Sonho Para Dois        |
| 2017    | Tryo Elétrico             |

## Prêmios e indicações
| Ano  | Associações                                 | Categoria                | Nomeações        | Resultado | Ref    |
| ---- | ------------------------------------------- | ------------------------ | ---------------- | --------- | ------ |
| 2007 | Prêmio Qualidade Brasil                     | Melhor Atriz Coadjuvante | Tropa de Elite   | Venceu    | [ 36 ] |
| 2015 | Los Angeles Brazilian Film Festival         | Melhor Atriz Coadjuvante | Entre Nós        | Venceu    | [ 37 ] |
| 2017 | Festival de Gramado                         | Melhor Atriz             | Como Nossos Pais | Venceu    | [ 36 ] |
| 2018 | Grande Prêmio do Cinema Brasileiro          | Melhor Atriz             | Como Nossos Pais | Venceu    | [ 38 ] |
| 2018 | Mostra de Cinema Latino-Americano de Lérida | Melhor Atriz             | Como Nossos Pais | Venceu    |        |
| 2018 | Festival SESC Melhores Filmes               | Melhor Atriz             | Como Nossos Pais | Venceu    |        |
| 2018 | Prêmio Guarani de Cinema Brasileiro         | Melhor Atriz             | Como Nossos Pais | Venceu    | [ 39 ] |